# Prix littéraires 1956
Liste des prix littéraires décernés au cours de l'année 1956 :

## Prix internationaux
- Prix Nobel de littérature : Juan Ramón Jiménez  Espagne[1]

## Allemagne
- Prix Georg-Büchner : Karl Krolow

## Belgique
- Prix Victor-Rossel : Stanislas Dotremont pour L'Amour déraisonnable

## Canada
- Prix littéraires du Gouverneur général 1956 :
  - Catégorie « Romans et nouvelles de langue anglaise » : Adele Wiseman pour The Sacrifice
  - Catégorie « Poésie ou théâtre de langue anglaise » : Robert A. D. Ford pour A Window on the North
  - Catégorie « Études et essais de langue anglaise » : Pierre Berton pour The Mysterious North et Joseph Lister Rutledge pour Century of Conflict

## Chili
- Prix national de littérature : Max Jara (es) (1886-1965), poète[2] ;

## Corée du Sud
- Prix Dong-in : Kim Seonghan
- Prix de littérature contemporaine (Hyundae Munhak) : 
  - Catégorie « Poésie » : Kim Gu-yong
  - Catégorie « Roman » : Son Chang-Seop

## Danemark
- Prix Hans Christian Andersen : Eleanor Farjeon (Royaume-Uni)[3]

## Espagne
- Prix Nadal : José Luis Martín Descalzo, pour La frontera de Dios
- Prix Planeta : Carmen Kurtz, pour El desconocido
- Prix national de Narration :Carmen Laforet, pour La mujer nueva
- Prix national de poésie : non décerné
- Prix Adonáis de Poésie : María Elvira Lacaci (es), pour Humana voz

## États-Unis
- National Book Award : 
  - Catégorie « Fiction » : John O'Hara pour Ten North Frederick (10, rue Frederick)
  - Catégorie « Essais » : Herbert Kubly pour An American in Italy
  - Catégorie « Poésie » : W. H. Auden pour The Shield of Achilles
- Prix Hugo :
  - Prix Hugo du meilleur roman : Double Étoile (Double star) par Robert A. Heinlein
  - Prix Hugo de la meilleure nouvelle longue : Les Meilleurs Amis de l'homme (en) (Exploration Team) par Murray Leinster
  - Prix Hugo de la meilleure nouvelle courte : L'Étoile (en) (The Star) par Arthur C. Clarke
- Prix Pulitzer :
  - Catégorie « Fiction » : MacKinlay Kantor pour Andersonville
  - Catégorie « Biographie et Autobiographie » : Talbot Faulkner Hamlin pour Benjamin Henry Latrobe
  - Catégorie « Histoire » : Richard Hofstadter pour The Age of Reform
  - Catégorie « Poésie » : Elizabeth Bishop pour Poems: North & South - A Cold Spring
  - Catégorie « Théâtre » : Albert Hackett et Frances Goodrich pour The Diary of Anne Frank (Le Journal d'Anne Frank)

## Finlande
- Prix Aleksis-Kivi : Lauri Viita
- Prix Kalevi-Jäntti : Paavo Rintala pour Rikas ja köyhä
- Prix Eino-Leino : Viljo Kajava
- Prix national de littérature : Gunnar Björling pour Du går de ord, Paavo Rintala pour Rikas ja köyhä
- Prix littéraire de la ville de Tampere : Eeva-Liisa Manner pour Tämä matka
- Prix Tollander : Göran Stenius
- Prix Rudolf-Koivu : Erkki Tanttu pour Contes de fées de Hans Christian Andersen
- Prix Topelius : Martti Haavio pour Kultaomena, Tuhkimus ja neljä muuta satua

## France
- Prix Goncourt : Romain Gary pour Les Racines du ciel (Gallimard)[4]
- Prix Renaudot : André Perrin pour Le Père (Julliard)
- Prix Femina : François-Régis Bastide pour Les Adieux (Gallimard)
- Prix Interallié : Armand Lanoux pour Le Commandant Watrin (Julliard)
- Grand prix du roman de l'Académie française : Paul Guth pour Le Naïf Locataire (Albin Michel)
- Prix des libraires : Albert Vidalie pour La Bonne Ferte (Denoël)
- Prix des Deux Magots : René Hardy pour Amère Victoire (Robert Laffont)
- Prix du Quai des Orfèvres : Noël Calef pour Échec au porteur
- Prix du roman populiste : Jean-Pierre Chabrol pour Le Bout-Galeux

## Italie
- Prix Strega : Giorgio Bassani pour Cinque storie ferraresi (Einaudi)
- Prix Bagutta : Giuseppe Lanza (it), Rosso sul lago, (Cappelli)
- Prix Napoli : Enrico Pea pour Peccati in piazza
- Prix Viareggio : Carlo Levi pour Le parole sono pietre et Gianna Manzini pour La sparviera

## Monaco
- Prix Prince-Pierre-de-Monaco : Marcel Brion[5]

## Royaume-Uni
- Prix James Tait Black :
  - Fiction : Rose Macaulay pour The Towers of Trebizond (Les Tours de Trébizonde)
  - Biographie : St John Greer Ervine pour George Bernard Shaw
- Prix John-Llewellyn-Rhys : John Edgar Colwell Hearne (en) pour Voices Under the Window
- Médaille Carnegie : C. S. Lewis pour La Dernière Bataille
- Prix Rose-Mary-Crawshay : Helen Estabrook pour Sandison Poems of Sir Arthur Gorges
- Prix Somerset-Maugham : Elizabeth Jennings pour A Way of Looking